# Ninomiya Hirokazu
Ninomiya Hirokazu (jap. 二宮 洋一; * 22. November 1917 in der Präfektur Hyōgo; † 7. März 2000) war ein japanischer Fußballnationalspieler.
Ninomiya debütierte 1940 bei einem Freundschaftsturnier in Japan gegen die Auswahl der Philippinen. Seinen zweiten Einsatz hatte elf Jahre später bei den Asienspielen 1951. Dort gelang ihm gegen die Auswahl Irans sein einziger Treffer.